# Ziziphus williamii
Ziziphus williamii är en brakvedsväxtart som beskrevs av M.M. Bhandari och A.K. Bhansali. Ziziphus williamii ingår i släktet Ziziphus och familjen brakvedsväxter. Inga underarter finns listade i Catalogue of Life.